# マシーネンバオ・キール
マシーネンバオ・キール（Maschinenbau Kiel、MaK）は、かつて存在した船舶用ディーゼルエンジン、ディーゼル機関車、トラックなどを製造していたドイツ起源の企業である。会社名を日本語に直訳すると「キール機械製作所」となる。1990年代に個々の業種ごとに分社化した。

## 歴史

### 起源
MaKの起源は1918年まで遡る。ドイツ国（ドイツ帝国当時）は第一次世界大戦に敗れ、ヴェルサイユ条約において兵器の製造が制限され、キールを拠点とした産業は他の市場を求めることとなり、ドイッチェ・ベルケ（Deutsche Werke〈ドイツ語版〉・〈英語版〉、DWKとも）が設立され、船舶の建造や小火器の製造と並んでディーゼル機関車を製造するようになった。第二次世界大戦中には、機関車と同様にUボートをドイツ国防軍向けに製造した。キールにあった製造施設の大半は連合軍による空襲で破壊されただけでなく、大戦後に企業としても終焉を迎えた。

### 1948年 - 1997年
MaKは1948年5月25日にかつてのドイッチェ・ベルケの施設のいくつかを引き継ぐ形でLLC（ Limited liability company）として設立された。
1954年、MANとの法的争いの後、会社名をMAKからMaKに変更した。1959年、企業に危機が訪れ、Bremer Atlas GmbHが買収し、企業の形態がGmbHとなった。
1964年、MaKはその親会社が買収されたことにより、クルップの一員となる。機関車製造部門は1992年にシーメンスに売却された。
1997年、船舶用エンジン部門はキャタピラー社に譲渡された。

## 部門

### ディーゼルエンジン部門
船舶用エンジン部門は1997年にキャタピラー社に譲渡され、その100 %子会社であるCaterpillar Motoren GmbH & Co. KGとなった。クルーズ船であるアイーダーディーバ（AIDAdiva）が9M43C型エンジンを搭載している。

### 機関車製造部門
1950年代から1960年代にかけて、ロッド式のディーゼル機関車を多数製造し、蒸気機関車との置き換えに使用された。
1965年、 ドイツ連邦鉄道（西ドイツ国鉄）から発注があり、機関車製造は新たな局面に入った。すなわち、動輪間の駆動力の伝達方式が、ロッド式からカルダンシャフト方式となったのである。製造から40年を経てもなお西ドイツ国鉄V90形ディーゼル機関車（DB Class V 90）など多くの機関車が使用されている。

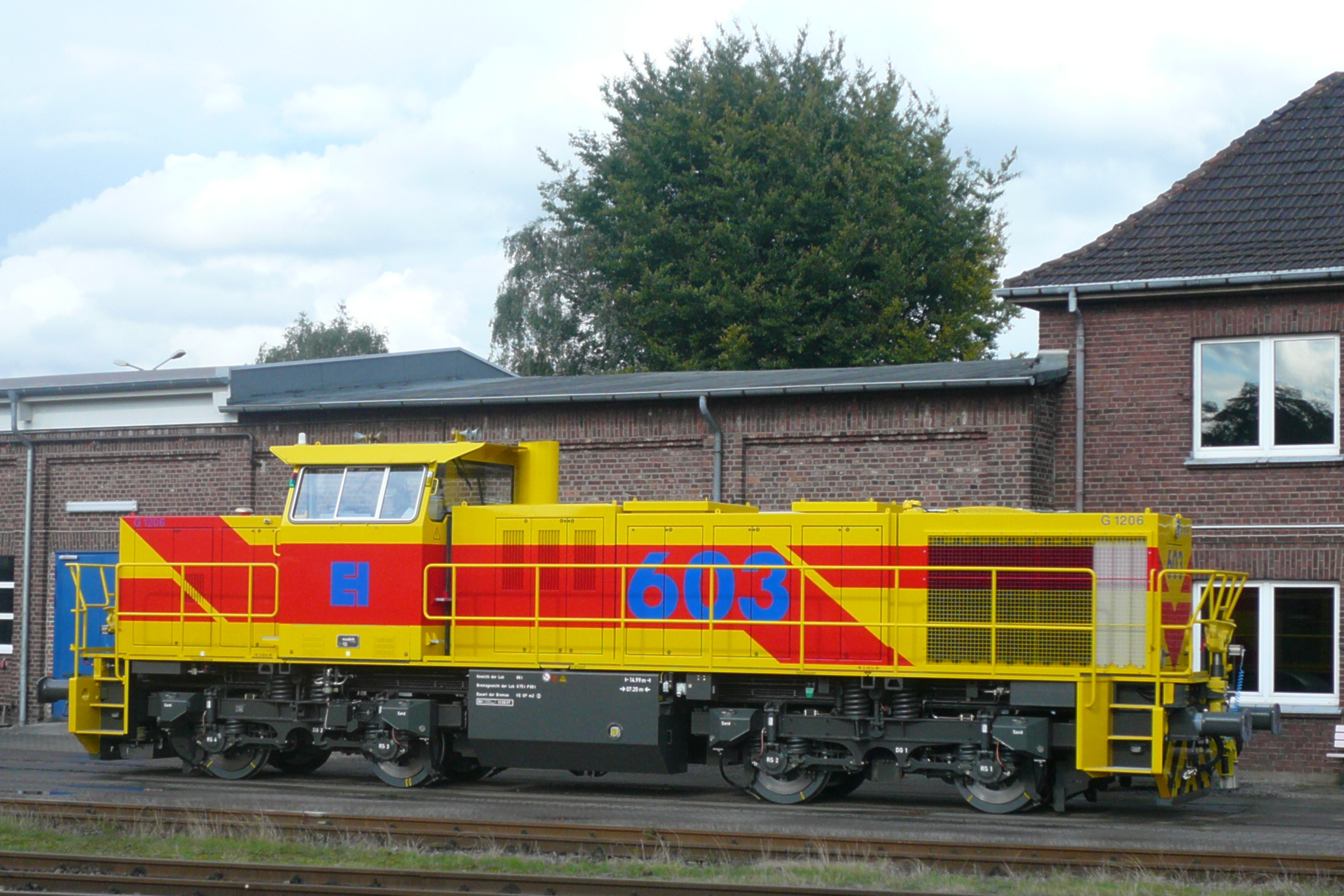
MaK・フォスロG1206形ディーゼル機関車

1979年、第三世代の機関車の製造が開始された。外装は軽量なアングル材と平面の鉄板が目立つものとなった。主たる理由は製造コストの削減であったが、使用されるMTUのエンジンが高回転形であったためでもある。MaK・フォスロG1206形ディーゼル機関車（ MaK / Vossloh G1206）はその例である。
多数の中庸な機関車とともに開発されたMaK G1201形ディーゼル機関車（MaK G 1201 BB）は数十年にわたって製造が続けられた代表作であり、新たな入換用バージョンが2007年になって発表されたほどである。
また、スイス のブラウン・ボベリ・シー（Brown, Boveri & Cie）から電装品を調達し、電気式ディーゼル機関車の製造を開始した。60両がオランダ鉄道の6400形（NS Class 6400）として製造された。
1992年、クルップ傘下の他の企業と合併し、会社名をクルップ・フェアケーアステヒニクGmbH（Krupp Verkehrstechnik GmbH）と改称した。1994年にはシーメンスに売却され、さらにシーメンス・レール・テクノロジー（Siemens Schienenfahrzeugtechnik、SFT）と改称された。
1998年10月1日、キールの工場とメアス（Moers）の支所はフォスロに売却された。そして、新たにフォスロ・レール・ビークル・エンジニアリング（Vossloh Schienenfahrzeugtechnik GmbH、VSFT）と改称された。フォスロ傘下となっても、製造された機関車にはMaKのロゴが使用された。2004年4月23日、さらにフォスロ・ロコモティブGmbHと改称された。
フォスロとキャタピラー社の船舶用エンジン部門は今もなおドイツの都市、キールを拠点にしており、ひきつづき自社の製品にMaKのイニシャルを付している。両社とも、キールにおける大きな就労口となっている。

## かつての子会社
建設機械製造部門は、アメリカのテレックスの子会社としてアトラス・テレックスGmbH（Terex GmbH）となった。
1983年、MaKデータ・システムはクルップ・MaKとなった。1995年からは独立し、MaKデータ・システム・キールGmbHとなっている。
2006年、キャタピラー社のエンジン製造部門工場とかつてのMaKの工場はSHWキャスティング・テクノロジーズGmbHに買収された。現在はギーセライ・キールGmbH（Gießerei Kiel GmbH、GK）という名称で取引をしている。

## かつて製造したもの
- レオパルトC1戦車 - クラウス＝マッファイとともに製造
- レオパルトC2戦車 - クラウス＝マッファイとともに製造
- ノルウェー国鉄Di2形ディーゼル機関車（NSB Di 2）
- ノルウェー国鉄Di5形ディーゼル機関車（NSB Di 5）
- アイルランド鉄道801形ディーゼル機関車（CIE 801 Class）
- トルコ国鉄DH33100形ディーゼル機関車（TCDD DH33100）